# Phonorhynchella biarcuata
Phonorhynchella biarcuata är en plattmaskart som beskrevs av Tor Karling 1956. Phonorhynchella biarcuata ingår i släktet Phonorhynchella och familjen Polycystididae. Arten är reproducerande i Sverige. Inga underarter finns listade i Catalogue of Life.